# 블라시하

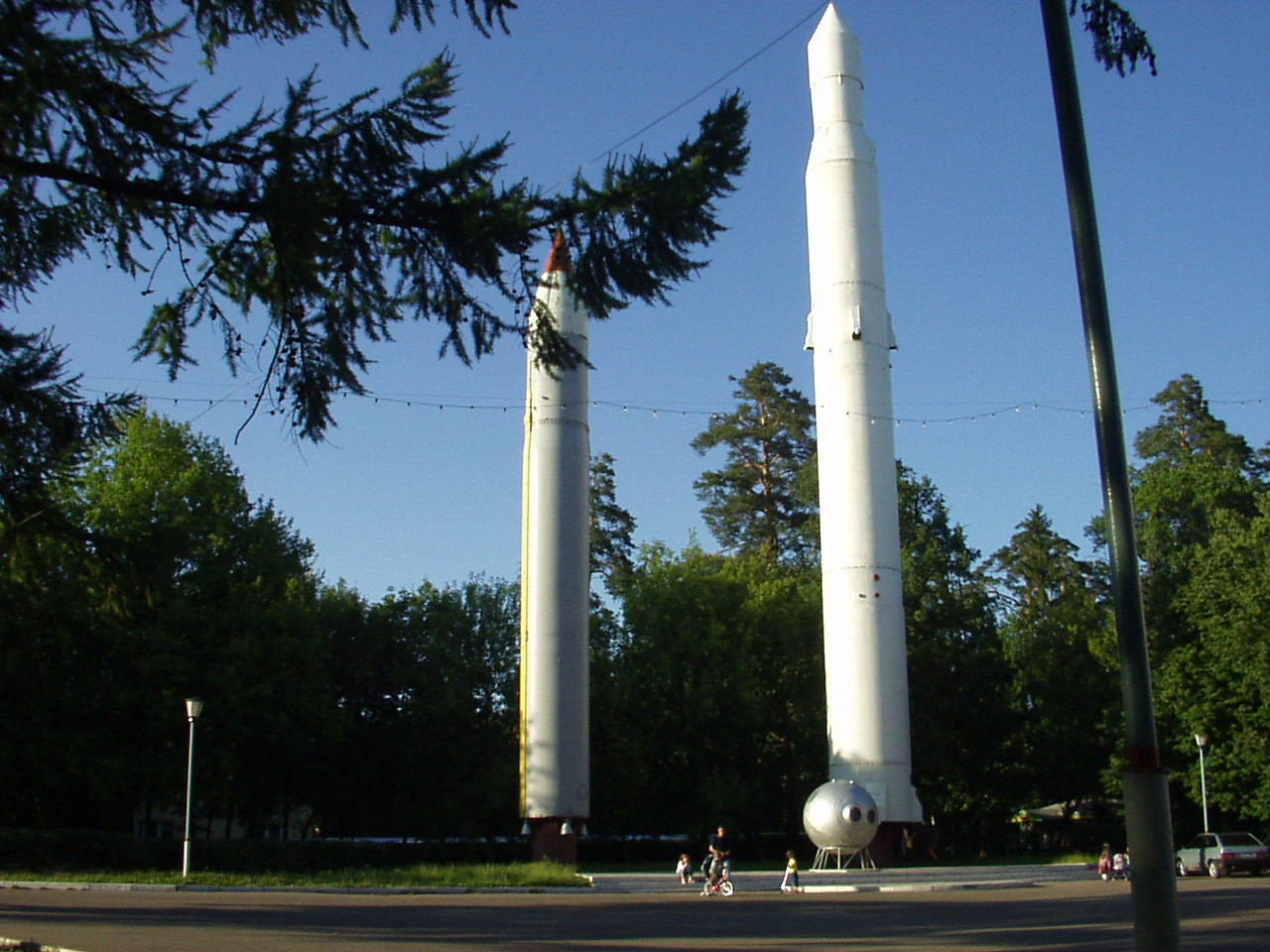
블라시하의 중앙 광장

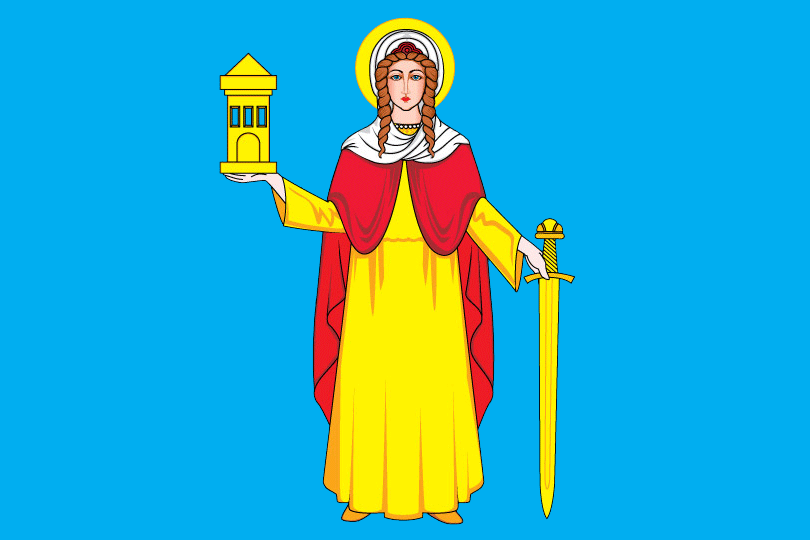
시의 휘장

블라시하(러시아어: Вла́сиха)는 러시아 모스크바주에 위치한 폐쇄 도시(노동자구)이다. 러시아의 전략 로켓군 본부가 위치하고 있으며, 2009년 폐쇄 도시 지위가 부여되었다. 인구는 2010년 기준 26,359명이다.